# Valeriu Jinescu
Valeriu Jinescu (n. 10 octombrie 1940, Ruseni, raionul Edineț, Republica Moldova) este un inginer român, profesor la Facultatea de Inginerie Mecanică și Mecatronică a Universității Politehnica din București

## Biografie
Născut la 10 octombrie 1940 la Ruseni (în prezent în Republica Moldova), Valeriu Jinescu și-a finalizat studiile secundare la Colegiul Național „Vasile Alecsandri” din Galați]. Și-a continuat studiile la Institutul Politehnic Bucureșt, obținând diploma de inginer în 1963. A obținut diploma de doctor național la aceeași universitate în 1986 cu teza „Contribuții la teoria mașinii de extrudere cu un melc”.

## Activități profesionale
Ca șef de promoție, a fost reținut în învățământul superior și, în 1963, a început să predea ca asistent universitar la Universitatea Politehnică din București. A fost promovat ca lector în 1975 și profesor în 1990. Între 1975 și 1985 a fost șeful catedrei de Utilaj Tehnologic-Chimic, iar din 1992 și în prezent este șeful catedrei Echipamente de Proces.
A fost profesor invitat la Universitatea Jean Monnet din Saint-Étienne (Franța), Universitatea din Lund (Suedia), Universitatea de Tehnologie Chalmers din Göteborg (Suedia), Universitatea Duke (SUA) și Universitatea Paris-Est-Créteil-Val-de-Marne.
A predat cursurile: Calculul și construcția utilajului chimic, Echipamente de proces, Mașini pentru prelucrarea materialelor polimerice, Reologie aplicată, Termomecanica și dinamica structurilor mecanice, Deteriorarea materialelor și calculul duratei de viață.

## Cercetări
Valeriu Jinescu a efectuat cercetări în domeniile: echipamente sub presiune, mașini pentru prelucrarea materialelor polimerice, reologie aplicată, analiza stărilor de tensiuni, principiile și legile energiei; suprapunerea efectelor la solicitarea materialelor cu comportare neliniară; calculul structurilor solicitate la oboseală, în regim tranzitoriu și în condiții de fluaj; dispozitive de amestecare ș.a. A publicat peste 200 de lucrări științifice.
A formulat: principiul energiei critice, principiul accesibilității energiei, principiul ireversibilității, principiul reluctanței, precum și legea stărilor critice ale materiei, legea echivalenței proceselor și fenomenelor, legea coexistenței și complementarității ordinii și dezordinii și legea regimurilor tranzitorii.

## Distincții
Valeriu Jinescu a fost distins cu: premiul „Aurel Vlaicu” al Academiei Române (1971); premiul Revistei de Chimie (1999); premiul „Opera Omnia” al Consiliului Național al Cercetării Științifice din Învățământul Superior (2001) și diploma Asociației Generale a Inginerilor din România (2004).
I s-a acordat titlul de Doctor Honoris Causa al Universității „Vasile Alecsandri” din Bacău (2006), al Universității Politehnica Timișoara (2008), al Universității „Dunărea de Jos” din Galați (2013) și al Universității Tehnice a Moldovei (2018).

## Familie
Valeriu Jinescu este fiul lui Vasile Jinescu. La 31 iulie 1963 s-a căsătorit cu Gheorghiță Năstase. Are doi fii: George Jinescu și Cosmin Jinescu.

## Lucrări publicate
- Utilaj tehnologic pentru industrii de proces, Editura Tehnică, București,1989
- Principiul energiei critice și aplicațiile sale, Editura Academiei Române,, București. 2005.
- Tratat de Termomecanică”, vol. 1, Editura AGIR, București, 2011.
- Discursuri și expuneri academice”, Editura AGIR, București, 2014 și 201
- Energonica - Editura Semne, Buccurești, 1997
- Principiile și legile energeticii - Editura Politehnica Press,Buccurești, 2003
- Principiul energiei critice și aplicațiile sale - Editura Academiei Române, Buccurești,2005
- Applications in mechanical engineering of the principle of critical energy - Lambert Associate Publications, Saarbrücken, 2015..
- Energie, energonica și termodinamica - Editura AGIR, Buccurești,2o16
- Durata de viață a strucuturilor tehnice și a organismelor vii, Editura Tehnica-Info, Chișinău. 2018 (în colaborare * cu George Jinescu)
- Cap. 1: „The Principle of Critical Energy is a Transdisciplinary Principle with Interdisciplinary Applications” în vol. “Proceedings of the International Conference on Interdisciplinary Studies” (editor Valentina Mihaela Pomazan), INTECH, ICIS 2016, p. 1-23 (în colaborare cu V.-I. Nicolof, George Jinescu, S.E. Manea)